# Blackwater (Queensland)
Pour les articles homonymes, voir Blackwater.
Blackwater est la principale ville d'une zone de la région des Central Highlands, au centre du Queensland, contenant plusieurs mines de charbon. Au recensement de 2006, la ville comptait 5 031 habitants.